# Wassenberg
Wassenberg ist eine an der Grenze zu den Niederlanden gelegene Stadt im Kreis Heinsberg in Nordrhein-Westfalen. Mit 19.560 Einwohnern (Stand 2024) ist sie die kleinste Stadt im Kreis. Der Stadt Wassenberg wurde Ende des Jahres 2024 die staatliche Anerkennung als „Luftkurort“ verliehen.

## Geografie

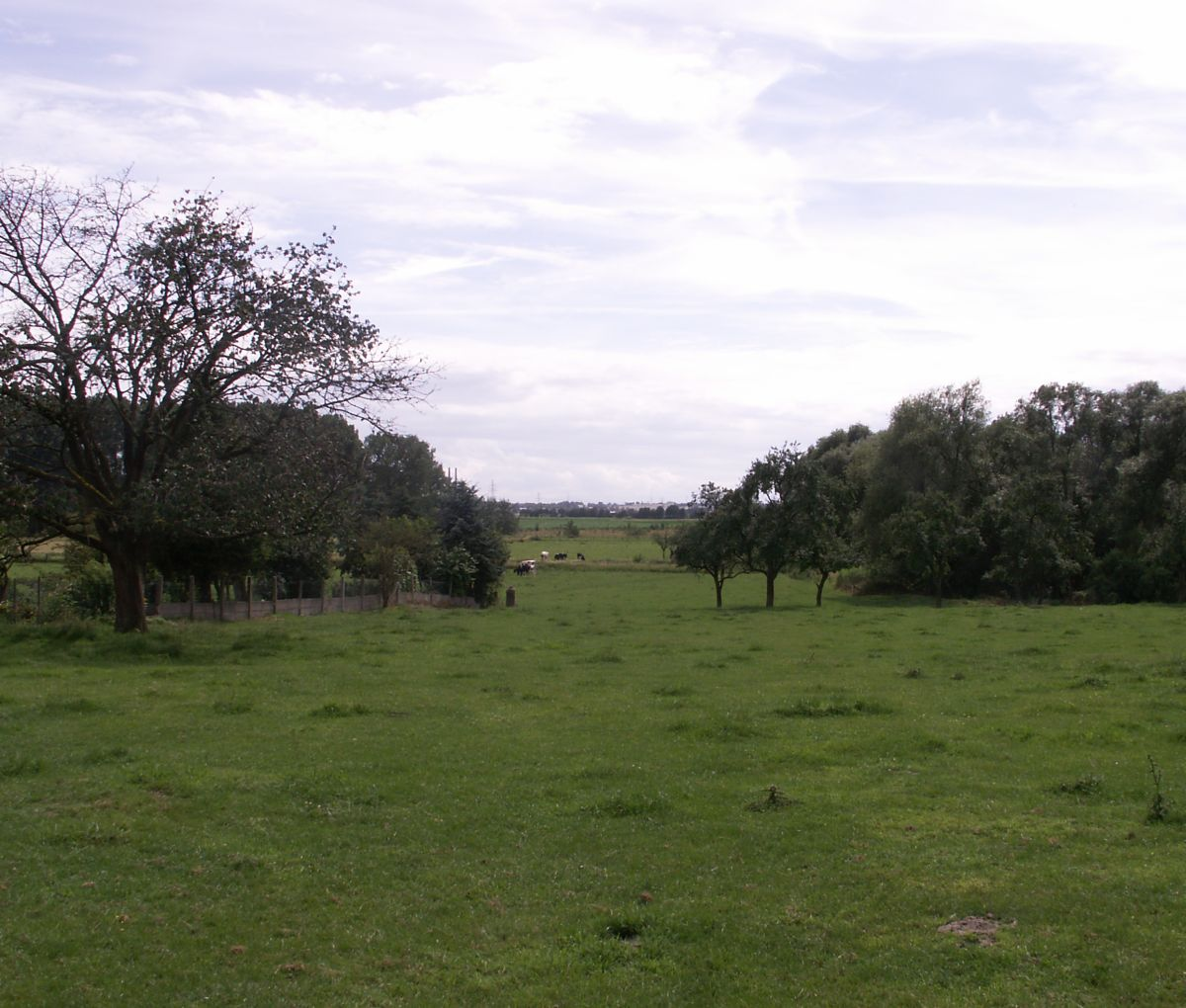
Wassenberger Land bei Luchtenberg

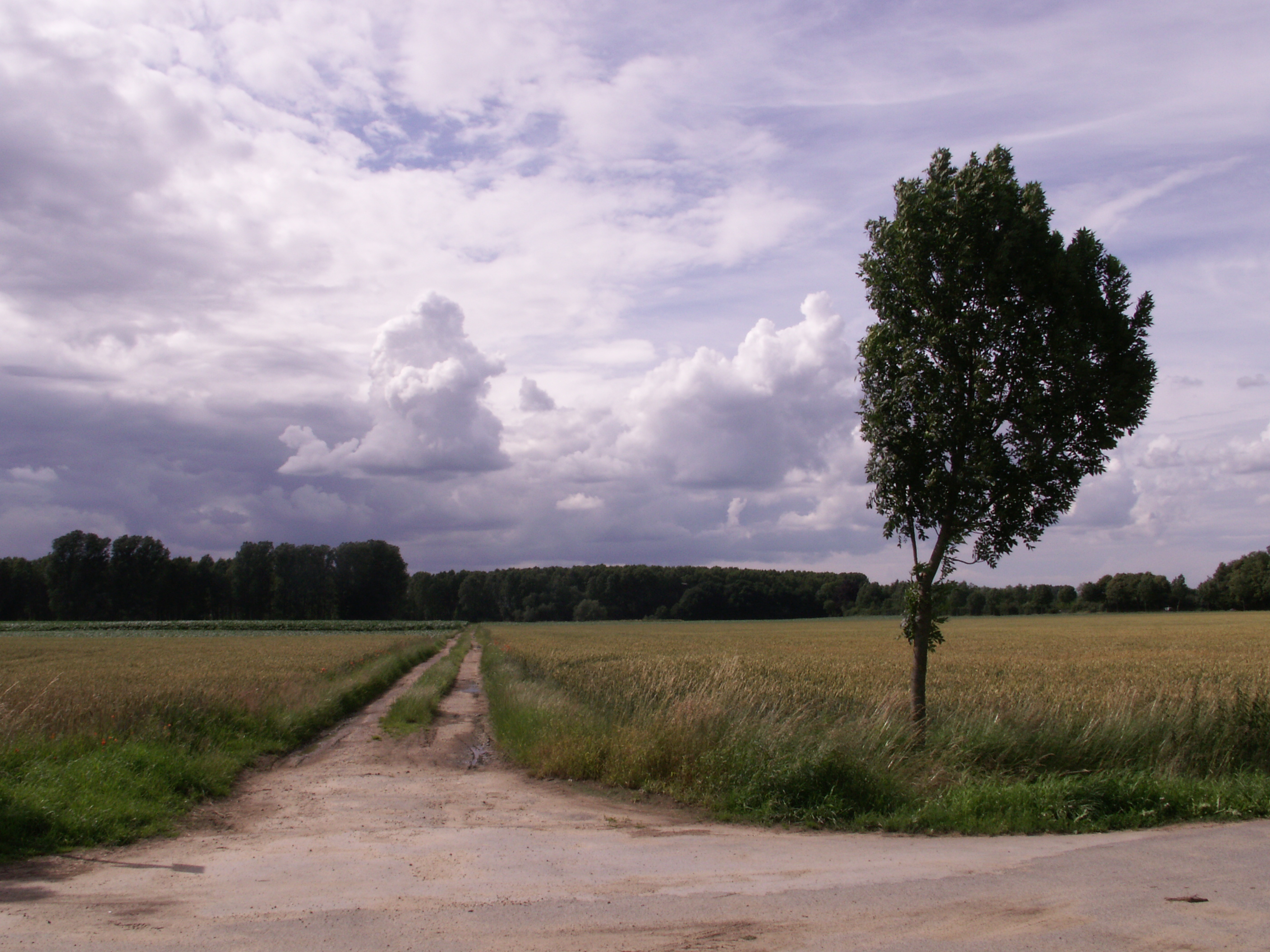
Wassenberger Land bei der Grenze zu den Niederlanden

### Lage und Landschaft
Das Stadtgebiet liegt teilweise im Tal der Rur, im Übrigen auf den Hochflächen oberhalb des Rurtales auf dem Wassenberger Horst. Die Stadt ist etwa 15 km von Roermond und etwa 25 km von Mönchengladbach entfernt.
Die Niederung der Rur liegt in einer Höhe von 32 bis 40 m über NN. Am östlichen Rand steigt die Wassenberger Terrasse mit einem Steilrand von 40 bis 50 m über das Rurtal an, zergliedert von zahlreichen Tälern, dem Wassenberger Riedelland. Ein Abschnitt dieser Landschaft bei dem Ortsteil Myhl wird auch Myhler Schweiz genannt. Durch die Gemeinde verläuft der Maas-Niederrheinpfad.

### Naturpark
Wassenberg liegt im internationalen Naturpark Maas-Schwalm-Nette sowie im Naturpark Schwalm-Nette.

### Gewässer
- Rur
- Effelder Waldsee, ein ehemaliger Baggersee
- Ophovener Seenplatte, hier findet noch ein Kiesabbau statt
- Schaagbach
- Myhler Bach
- Birgeler Bach
- Rothenbach
- Gondelweiher

### Geologie
Der Wassenberger Horst befindet sich am östlichen Rand des Rurgrabens, im Osten begrenzt der Horst die Venloer Scholle. Diese Verwerfungen bildeten sich im Tertiär.
Im Untergrund des Horstes liegen Flöze der Steinkohle aus dem Karbon. Der Steinkohlebergbau der Zeche Sophia-Jacoba, die ihren Sitz in Hückelhoven hatte, ist inzwischen eingestellt. Die Innenstadt von Wassenberg ist aber noch immer von Bergschäden, verursacht durch die ehemaligen Stollen, betroffen.
Im Rurtal existieren quartäre Sand- und Kiesvorkommen, die im Grundwasserbereich in Baggerseen abgebaggert werden.

### Stadtgliederung
- Birgelen (mit Eulenbusch, Krafeld, Dohr, Rosenthal und Schaufenberg)
- Effeld (mit Rothenbach und Steinkirchen)
- Myhl
- Ophoven
- Orsbeck (mit Luchtenberg, Ohe) und
- Wassenberg (mit Forst)

## Geschichte

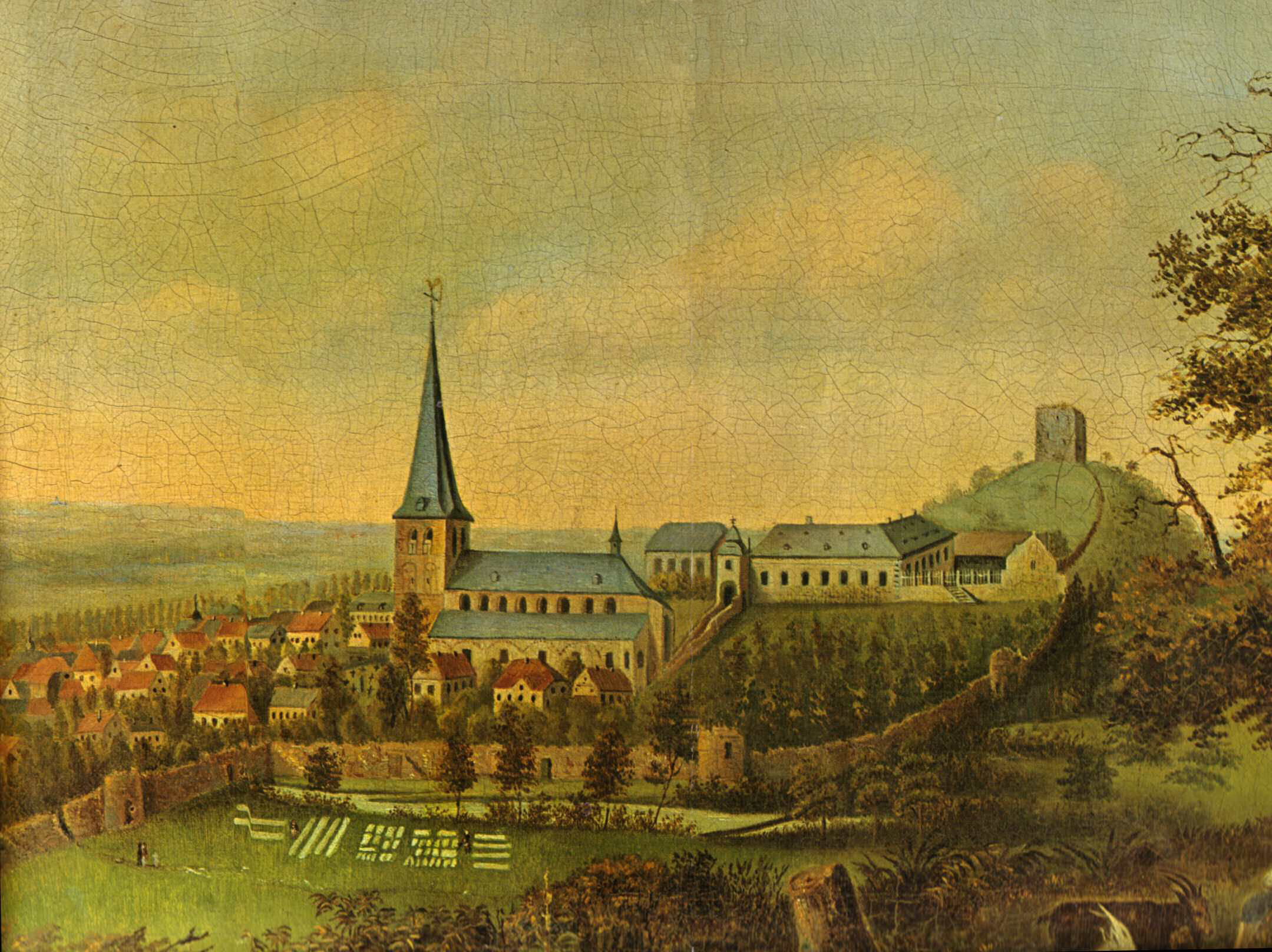
Wassenberg im frühen 19. Jh.

### Mittelalter
1020 schenkt Kaiser Heinrich II. Burg und Land Wassenberg Gerardus von Antoing, der sich von nun an Gerhard Graf von Wassenberg nennt, und der damit das Grafenhaus Wassenberg begründet. Die nächsten vier Generationen der Herren auf der Burg Wassenberg können ihr Gebiet zur Grafschaft Geldern erweitern, aus dem schließlich die Herzogtümer Jülich, Kleve und Berg hervorgehen. Die Burg Wassenberg besteht allerdings schon deutlich länger; der Vorgängerbau war vermutlich eine römische Wehranlage. Burg Wassenberg ist eine von nur drei Höhenburgen am Niederrhein neben Kleve und Liedberg.
Nach der Teilnahme des Grafen Gerhard III. von Wassenberg an den Kreuzzügen stiftet dieser 1118 eine Collegiatskirche in Wassenberg. Die St.-Georgs-Basilika wurde im gleichen Jahr vollendet (deren Schiff nach Beschädigung im Zweiten Weltkrieg abgebrochen und durch einen Neubau ersetzt wurde) und am 30. September 1118 durch Bischof Otbert von Lüttich eingeweiht.
1131 heiratet Jutta von Wassenberg, die Schwester Gerhards, Walram von Limburg und bringt so Wassenberg in Limburg ein. Da die Stammlinie der Grafen von Wassenberg nun das Grafentum Geldern weiterführt, kann sich 1202 der Sohn Herzog Heinrichs von Limburg, der Burg und Land Wassenberg erbt, nur noch „Herr“ von Wassenberg nennen. Bei der nachfolgend angeführten „Kaiserschlacht“ war Heinrich III. Verbündeter von Otto IV. und musste nach der verlorenen Schlacht Wassenberg abtreten.
Schon 1273 erhielt Wassenberg Stadtrechte, die 1972 bei der kommunalen Neugliederung bestätigt wurden.
Kaiserschlacht bei Wassenberg 1206
Im März 1196 verkündete Heinrich VI. den sogenannten „Erbreichsplan“, mit dem er versuchte, das geltende Wahlkönigtum in ein Erbkönigtum umzuwandeln. Sein Plan scheiterte am Widerstand vieler bedeutender Reichsfürsten und führte nach seinem Tode schließlich zur Doppelwahl des Jahres 1198, als deren Folge sowohl der Staufer Philipp von Schwaben als auch der Welfe Otto IV. zum deutschen König ausgerufen wurden – es kam zum Deutschen Thronstreit. Im Jahre 1206 bekämpften sich die beiden Kontrahenten in einer Schlacht in der Rurniederung bei Wassenberg. Ottos Heer wurde geschlagen und Wassenberg von den Truppen Philipps geplündert und verwüstet. Otto IV. floh nach Braunschweig. Der mit ihm verbündete Bruno von Sayn, Erzbischof von Köln, geriet in Gefangenschaft.

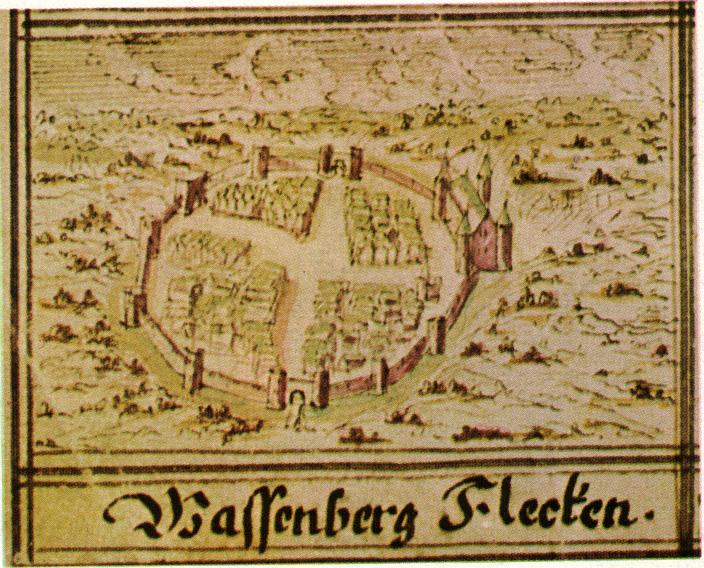
Wassenberg im 17. Jh.

1254 fiel Wassenberg wieder an Limburg zurück. 1288 kämpften die Wassenberger in der Schlacht bei Worringen auf Seiten des Kölner Erzbischofs und verloren erneut. Um 1317 besaß „Gotfrid I. Herr zu Heinsberg und Blankenberg“ die Rechte an Wassenberg auf Lebenszeit. Diese hatten die Herren von Heinsberg vom Herzog von Brabant vorübergehend erworben, da sich die Herren von Heinsberg nach Worringen den Brabantern untergeordnet hatten. Gotfrid setzte per Urkunde den Herzog von Brabant als Erbe für Wassenberg ein. Noch Anfang des 15. Jahrhunderts gehörte Wassenberg zu Brabant. 1413 bestätigte Herzog Anton von Brabant, Limburg und Luxemburg „Johann von Loon und Herr von Heinsberg“ das Pfandrecht auf Wassenberg. Letzterem schuldete der Herzog Anton 20.000 Gulden.
Über Graf Walram von Jülich, der auch zu den Siegern in Worringen gehörte, gelangte Wassenberg danach an Geldern und Jülich. 1421 verpfändete der Herzog Rainald von Jülich-Geldern wegen finanzieller Probleme Wassenberg an Friedrich IV. von Moers und es gehörte bis zur Einlösung des Pfandes 1494 zur Grafschaft Moers.
Das anlässlich der 800-Jahr-Feier komponierte Musical 1206 – Die Kaiserschlacht von Wassenberg erinnert an die Ereignisse.

### Neuzeit
Im 16. Jahrhundert boten der Anbau von Flachs und Färberwaid eine wichtige Erwerbsquelle.
Um 1530 war Wassenberg Ausgangspunkt der täuferischen Wassenberger Prädikanten. Zwei ihrer bedeutendsten Repräsentanten, Johann Campanus und Johann Klopreis fanden beim humanistischen Amtmann oder Drost Werner IV. von Palant (* um 1480; † vor dem 1. März 1557) für gewisse Zeit Schutz im Wassenberger Land. Unter dem Eindruck der aktuellen Ereignisse (die Gründung des Täuferreiches von Münster stand unmittelbar bevor) ermahnte Herzog Johann der Friedfertige den Drosten, sich nicht ins ketzerische Lager zu begeben und nicht als Sympathisant für die „ufruerer“ aufzutreten. Der dankt ab und verkauft am 17. Dezember 1533 seine Gerätschaften seinem Nachfolger.
Bis zum frühen 19. Jahrhundert prägte die Dachziegelherstellung sowie noch bis in das 20. Jahrhundert die Webereien das Wirtschaftsleben. Von 1906 bis 1926 war gegenüber der Seidenweberei Krahnen & Gobbers an der Gladbacher Straße eine Radrennbahn in Betrieb, die auch für Motorradrennen genutzt wurde. 1911 erhielt Wassenberg mit der Eröffnung der Bahnstrecke Jülich–Dalheim einen Eisenbahnanschluss. 1980 wurde der Personenverkehr trotz Protesten der Bevölkerung endgültig eingestellt.

#### Ortsneckname
Von den Einwohnern der Nachbarorte bekamen die Wassenberger den Ortsnecknamen „Schietschörjer“ (auf Hochdeutsch: Kotschürger). Dieser Name bezieht sich darauf, dass die Gärten der Wassenberger vor der Stadtmauer gelegen waren und ihre Besitzer daher gezwungen waren, den „Dünger“ mit der Schubkarre hierhin zu befördern.

#### Zeit des Nationalsozialismus, Zweiter Weltkrieg
Am Vormittag des 10. Novembers 1938 wurde die Wassenberger Synagoge infolge der Reichspogromnacht in Brand gesetzt und der jüdische Friedhof zerstört.
Die rund 30 alkoholkranken Patientinnen der Trinkerinnen-Heilanstalt Wassenberg „Marien-Haus“ waren dem Zugriff des nationalsozialistischen Tötungsprogramms „Aktion T4“, dem Mord an Kranken und Behinderten, ausgesetzt. Das Schicksal dieser Frauen bleibt im Dunkeln.
Im Dezember 1944 wurden von einem SS-Exekutionskommando in einem Waldstück außerhalb des Ortes 74 Männer grausam gequält, erschossen und dann verscharrt.
Vom 14. bis 26. Januar 1945 eroberten britische und kanadische Truppen das Gebiet zwischen den Städten Roermond, Sittard und Heinsberg (Operation Blackcock). Im Zuge dieser Kämpfe wurde Wassenberg am 16., 19. und 20. Januar 1945 bombardiert und stark beschädigt.
Am 8. und 10. Februar 1945 erzeugte die Wehrmacht durch Sprengungen ein künstliches Hochwasser der Rur; die Operation Grenade begann deshalb erst am 22. Februar 1945.
Am 27. Februar erreichten Truppen den Stadtrand von Wassenberg, am 28. Februar besetzten sie es.

### Nachkriegsentwicklung
1978 begann die Zeche Sophia-Jacoba, die Steinkohlevorkommen unter dem Ort über eine Schachtanlage im Birgelner Wald zu erschließen.
Am 5. Juni 1973 erhielt die Gemeinde Wassenberg die Bezeichnung Stadt.

### Eingemeindungen
Die Stadt in ihrer heutigen Form ist am 1. Januar 1972 durch den Zusammenschluss der Gemeinden Birgelen, Effeld, Myhl (aus dem Kreis Erkelenz), Ophoven, Orsbeck und Wassenberg entstanden.

## Religion
Im Wassenberger Stadtgebiet gibt es folgende kirchlichen Gemeinden:

### Katholische Pfarrgemeinde
Katholische Pfarrei St. Marien
- Propsteikirche St. Georg (Wassenberg, Kirchstr./Stiftsplatz)
- Kirche St. Mariä Himmelfahrt (Wassenberg, Gladbacher Str./Am Stadtrain)
- Kirche St. Johann Baptist (Myhl, St.-Johannes-Str.)
- Kirche St. Lambertus (Birgelen)
- Kirche St. Mariä Himmelfahrt (Ophoven)
- Kirche St. Martini (Orsbeck)
- Kirche St. Martin (Steinkirchen-Effeld)

Am 27. März 2011 wurde der bisherige Pfarrvikar Thomas Wieners in der Propsteikirche St. Georg in sein neues Amt als
Pfarrer und Propst eingeführt.
Im Stadtgebiet liegen auch zwei regional sehr bekannte Wallfahrtsorte:
- Romanische Pfarr- und Wallfahrtskirche „St. Mariä Himmelfahrt“ in Ophoven

Ende des 12. Jahrhunderts entstand diese ehemalige Klosterkirche und wurde 1571 auch Pfarrkirche des Ortes. Um 1700 baute man sie um und restaurierte die Inneneinrichtung. Als sehenswert gelten die Stuckausschmückung aus dem 18. Jahrhundert, das Antwerpener Retabel (1520), die Anna Selbdritt (um 1650), die Josefs-Statue (1660–1680), die Rokokokanzel (1753) und die Madonna (1330).
Auch heute ziehen regelmäßig Prozessionen zu dieser Wallfahrtskirche.
- Birgelener Pützchen

Die Marien-Wallfahrts-Kapelle mit dem Willibrordus-Brunnen liegt idyllisch im Wald zwischen Wassenberg und Birgelen. Sie ist Ziel vieler Pilger aus nah und fern.

### Evangelische Kirchengemeinde Wassenberg–Dalheim
Zur evangelischen Kirchengemeinde gehören in Wassenberg zwei Kirchengebäude:
- Evangelische Hofkirche (Unterstadt)

Das hinter dem Wohnhaus Roermonder Straße 8 gelegene Gebäude wurde im Jahr 1652 erstmals als evangelisch-reformiertes Predigthaus für Wassenberg und Ratheim genutzt. Die Kirche liegt aufgrund der beim Westfälischen Frieden 1648 erlassenen Vorschriften auf dem Hof, d. h. nicht sichtbar von der Straße aus; daher stammt ihr Name „Hofkirche“.
1773 wurde ein Kirchturm errichtet und die heute noch vorhandene Glocke eingebaut. Wenige Jahre später setzte man den heute noch vorhandenen Posaunenengel auf die Spitze des Kirchturmes; er wird als „Geusendaniel“ bezeichnet. Die in der Hofkirche stehende Teschemacher-Orgel ist seit 1843 im Besitz der evangelischen Kirchengemeinde und stammt aus dem 18. Jahrhundert. In einer Vitrine wird eine Tossanus-Bibel aus dem Jahre 1668 ausgestellt.
die Kirche wurde im Januar 1945 stark beschädigt (siehe oben); von 1948 bis 1951 wurde sie wieder aufgebaut.
- Evangelische Kreuzkirche und Campanus-Haus von 1964 (Oberstadt)

Seit 2015 ist Sabine Frauenhoff dort Pfarrerin.

### Adventgemeinde
Evangelische Freikirche im Stadtteil Myhl.

### Jüdische Gemeinde
Die jüdische Gemeinde Wassenbergs war eine der vier ältesten Gemeinden am Niederrhein und wurde bereits im Jahre 1500 urkundlich erwähnt. 1933 zählte die jüdische Gemeinde in Wassenberg 27 Mitglieder, fünf weitere wohnten im benachbarten Birgelen.
Am Morgen nach der Reichspogromnacht wurde die in „Storms Jätzke“ gelegene Wassenberger Synagoge in Brand gesteckt. Die Gemeindemitglieder wurden später deportiert und ermordet (siehe Liste der Stolpersteine in Wassenberg und jüdische Friedhof an der Roermonder Straße). Am ehemaligen Standort der Synagoge wurde eine Gedenktafel an einer Mauer angebracht. Auf dem jüdischen Friedhof befinden sich noch 17 Grabsteine. Die Gesamtschule trägt seit 1991 den Namen der jüdischen Mitbürgerin Betty Reis, die 1944 im KZ Bergen-Belsen ermordet wurde. Auf dem Schulhof wurde 1993 ein Denkmal des Künstlers Hans Brockhage errichtet, 2012 wurden vom Künstler Gunter Demnig zehn Stolpersteine zum Gedenken an die Opfer verlegt.

## Politik

### Stadtrat
Die Kommunalwahl am 13. September 2020 führte zu folgender Sitzverteilung:
- CDU: 18 Sitze (±0)
- SPD: 7 Sitze (+2)
- FDP: 2 Sitze (±0)
- GRÜNE: 7 Sitze (+0)
- LINKE: 1 Sitz (−1)
- WFW: 3 Sitze (−2)

In den Wochen nach der Kommunalwahl 2020 gab es einige Umwürfe innerhalb einzelner Fraktionen, welche zu einer heutigen (Stand Februar 2025) Sitzverteilung wie folgt führt:
- CDU: 18 Sitze
- Grüne/Linke (Fraktionsgemeinschaft): 9 Sitze
- SPD: 5 Sitze
- WFW: 3 Sitze
- Krethi & Plethi: 2 Sitze
- Fraktionslos: 1 Sitz[24]

### Bürgermeister
Marcel Maurer (CDU) wurde in der Stichwahl am 27. September 2020 mit 73,72 % der Stimmen zum Bürgermeister gewählt.

### Wappen und Flagge

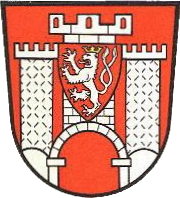
Ehemaliges Stadtwappen (bis 1974)
Heutiges Stadtwappen (seit 1974)
Stadtflagge

Blasonierung: „In Blau eine goldene, gezinnte Torburg mit offenem Tor, auf deren Mittelturm ein gekrönter zwiegeschwänzter roter Löwe.“
Mit Urkunde des Regierungspräsidenten Köln vom 21. August 1974 wurde der Stadt Wassenberg ein neues Wappen verliehen, das auf einen Entwurf des Heraldikers Walther Bergmann zurückgeht. Das Wappen entspricht dem alten Stadtsiegel aus dem Jahr 1273, wobei die Türme auf die Stadtfeste hinweisen. Der Löwe zeigt die geschichtliche Verbindung zum Hause Limburg, dessen Zweig das Haus Wassenberg mit Stammsitz auf Burg Wassenberg war. Die heutige Farbgebung entspricht den Wassenberg-Geldrischen Farben.
Beschreibung der Flagge: „Die Flagge der Stadt Wassenberg ist geteilt von Blau nach Gold (Gelb) und trägt im oberen blauen Feld das Emblem des Stadtwappens freistehend.“

### Städtepartnerschaft
Seit 1968 pflegt Wassenberg eine Partnerschaft zur französischen Gemeinde Pontorson nahe dem Mont-Saint-Michel.
Seit 2010 besteht eine Dreieckspartnerschaft zwischen Wassenberg, Pontorson sowie Highworth, einer Stadt in der Nähe von Swindon in der englischen Grafschaft Wiltshire.

## Kultur und Sehenswürdigkeiten

### Bauwerke

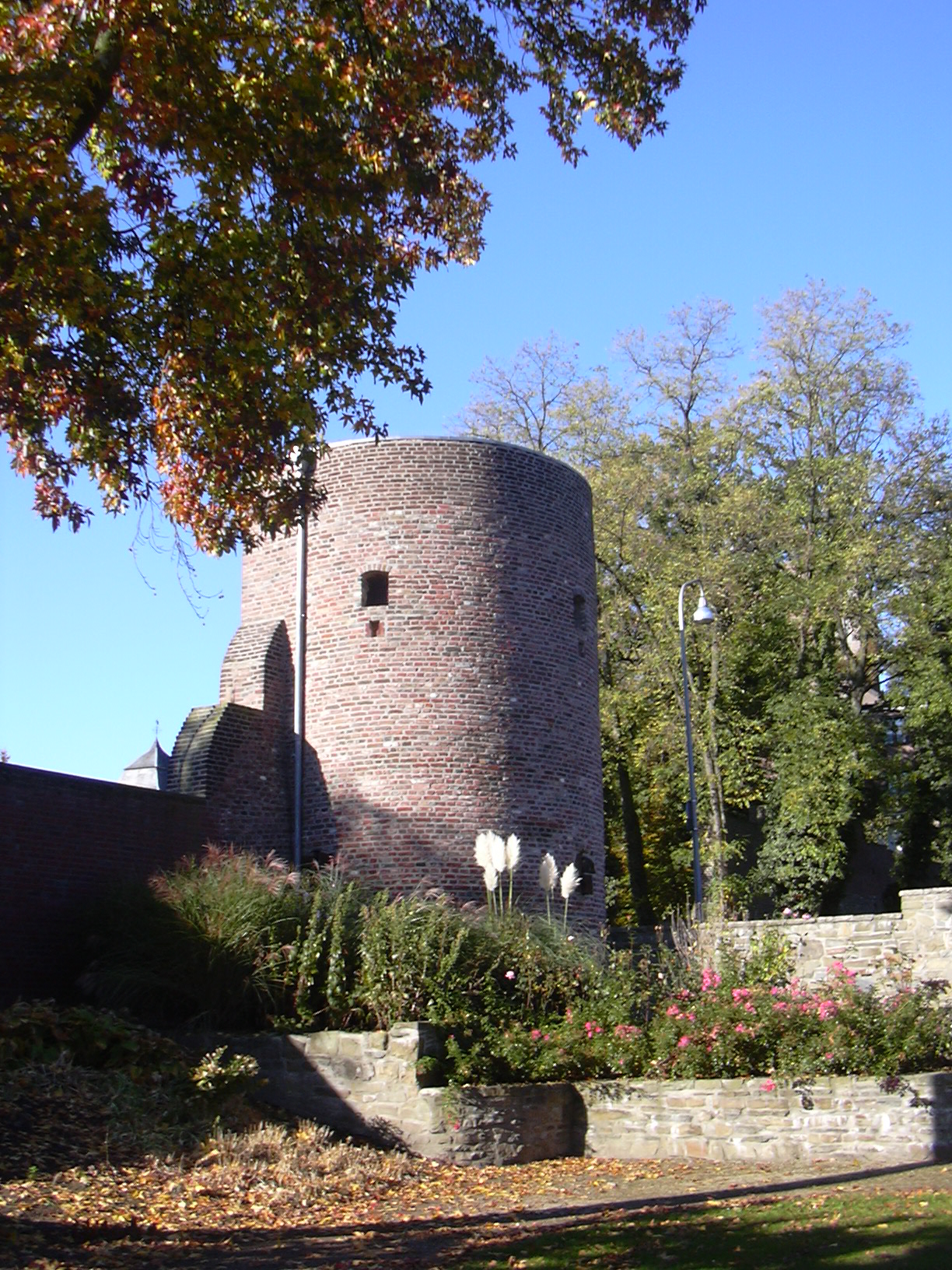
Wehrturm (um 1450)

Über der Stadt steht deutlich sichtbar der Bergfried von 1420, darunter die Burg Wassenberg und die Propsteikirche St. Georg. Die Propsteikirche war bis zur Zerstörung im Zweiten Weltkrieg eine dreischiffige romanische Pfeilerbasilika aus der ersten Hälfte des 12. Jahrhunderts mit dem erhaltenen mächtigen Westturm aus dem 15. Jahrhundert; das Kirchenschiff ist nach dem Krieg nicht wiedererrichtet, sondern durch einen Neubau ersetzt worden. Die Kirche verfügt noch über ihre reich verzierte und technisch hervorragend 1782 ausgeführte Rokokokanzel. Das gleichfalls hervorragend gearbeitete frühgotische Chorgestühl der Propsteikirche befindet sich bereits seit dem Jahr 1903 im heutigen Museum Schnütgen in Köln. Es wurde durch Mittel einer Stiftung des Kölner Möbelfabrikanten Jakob Pallenberg erworben.
Von der mittelalterlichen Stadtbefestigung sind noch das Roßtor, der Verlorenenturm, ein Wehrturm sowie Teile der Stadtmauer erhalten geblieben. In der Nähe der Propsteikirche ist ein spätgotisches Türgewände mit Kleeblattbogen und darüber befindlicher giebelförmiger Blende aus der zerstörten Sakristei der alten Kirche eingemauert.
Das in der Graf-Gerhard-Straße 12 gelegene Gotische Haus ist ein denkmalgeschütztes Wohnhaus aus dem Zeitalter der Gotik. Es soll im Kern nach allgemeiner Auffassung der Lokalforschung noch dem 15. Jahrhundert entstammen. Die Fassade des Hauses weist neben Resten von Kreuzstockfenstern eine durch zu einem späteren Zeitpunkt erfolgte Änderung der Fensteranordnung unterbrochene gotische Lisenengliederung auf.
Im alten Stadtkern befindet sich die evangelische Hofkirche von 1652, die gemäß den Bestimmungen des Westfälischen Friedens von 1648 im Hinterhof eines Hauses an der Roermonder Straße errichtet wurde.
Zwischen Birgelen und Effeld liegt, umgeben von einem alten Baumbestand, das Wasserschloss Elsum. Das Herrenhaus stammt aus dem 15. bis 16. und dem 19. Jahrhundert, die Vorburg überwiegend aus dem 18. Jahrhundert. Westlich von Effeld liegt das aus dem 15. Jahrhundert stammende Wasserschloss Effeld, das 1606 zur heutigen Gestalt umgebaut wurde. Beide Schlossanlagen befinden sich in Privatbesitz.
Die heutige Pfarr- und Wallfahrtskirche St. Maria Himmelfahrt in Ophoven wurde um 1200 gegründet und war ursprünglich die Kirche des Zisterzienserklosters.
Das Birgelener Pützchen, im Wald zwischen Birgelen und Wassenberg gelegen, wurde 1795 als steinernes Bethaus über einem Brunnen (Pütz) errichtet. Der achteckige Altarraum wurde 1933 erbaut.
Im Nordwesten von Effeld liegen Hügelgräber.

### Theater
Aus Anlass des 800-jährigen Jubiläums der „Kaiserschlacht von Wassenberg“ wurde das Musical „1206“ von Michael Bednarek und Torben Berboom komponiert, das am 27. Juli 2006 in der Wassenberger Burg seine Premiere feierte.

### Kunst
Für den Bereich Kunst und Kultur wurde in Wassenberg eine gemeinnützige Gesellschaft, die Kunst, Kultur und Heimatpflege Wassenberg gGmbH gegründet, die im Auftrag der Stadt Wassenberg jährlich ein umfangreiches Veranstaltungsprogramm bietet.
In der Wassenberger Innenstadt ist ein 1,2 km langer Kunstpfad eingerichtet, der verschiedene Skulpturen, eine „Outdoor“-Galerie, ein Museum, eine Kunstgasse sowie einen Kunstautomaten umfasst. Im Einklang mit der Natur wurden Kunstwerke renommierter überregionaler und lokaler Künstler in den öffentlichen Raum integriert. Hierzu gehören auch die im Stadtpark bzw. Kurpark ausgestellte Skulptur von Tony Cragg sowie neun wechselnd ausgestellte Werke (z. B. die Figur „Wächter“ von Anatol Herzberg) in der Kunstgasse zwischen Graf-Gerhard-Straße und dem Patersgraben. Seit 2021 sind außerdem 24 Werke in der Outdoor-Galerie auf der Wiese am alten Freibad an der Parkstraße zu sehen.
Im Museum „Leo-Küppers-Haus“, dem Geburtshaus des Wassenberger Künstlers Leo Küppers, können Besuchende mehr als 40 Werke des Künstlers entdecken. Das Museum wurde im Jahr 2024 um verschiedene Werke des Künstlers Jean Grothe, der in Wassenberg lebte und arbeitete, erweitert.

### Parks
- Judenbruch
- Burgpark
- Kurpark mit Rosengarten, Gondelweiher und Küstersgarten

### Rad- und Wanderwege
Die Stadt ist in das Radwegenetz von Nordrhein-Westfalen eingebunden. Durch die Stadt führt der RurUfer-Radweg, der die höchste Erhebung des Hohen Venn mit der Mündung der Rur in die Maas verbindet, sowie die NiederRheinroute, die ein Radwegenetz über das gesamte Gebiet des Niederrheins von den Niederlanden bis Düsseldorf umfasst.
Im Stadtgebiet sind zudem mehrere ausgeschilderte Wanderwege eingerichtet. Hierzu zählen der Premium-Wanderweg „Birgeler Urwald“, vier verschiedene „Vitalwanderwege“, die bioklimatisch und belastungsphysiologisch bewertet wurden, um ein individuelles Bewegungsprogramm und eine allmähliche Steigerung der persönlichen Leistungsfähigkeit zu ermöglichen, sowie weitere kulturhistorische Routen oder Natur- und Genussrouten. Für ein individuelles Wandervergnügen ist zudem ein Wandernetzwerk eingerichtet, welches an das System der niederländischen Nachbargemeinde angrenzt.

### Regelmäßige Veranstaltungen
- Schlemmermarkt Rhein-Maas
- Abendmärkte in der Innenstadt
- Sommerkino Wassenberg
- Glückswoche Wassenberg
- Wassenberger Song- und Musiknächte
- Weihnachtsmarkt
- Effelder Spargelfest
- Jährliches Jugendturnier und einer Rock-Pop-Oldie-Night organisiert durch die Jugendabteilung des 1. FC Wassenberg-Orsbeck
- Waldfest (Vatertag) in Birgelen
- Mittelaltermarkt um den Burgberg

### Kulinarische Spezialitäten
- Der ländliche Ortsteil Effeld ist bekannt als Spargeldorf.
- Der Wassenberger Sämling ist eine im Wassenberger Land gezogene Pfirsichart.
- Rossberger Landbier aus der Brauerei Rossberger am Rosstor.

### Vereine
In Wassenberg sind etwa 140 bekannte und gemeinnützige Vereine in unterschiedlichsten Bereichen tätig und bieten ein umfassendes Angebot an Freizeitaktivitäten.

#### Heimatverein Wassenberg e. V.
Im Jahre 1897 wurde der Heimatverein Wassenberg als „Verschönerungsverein“ von 58 Mitgliedern gegründet. Dies geschah zu einer Zeit, als sich in Wassenberg eine Aufbruchsstimmung breit machte. Als Verschönerungsverein hatte er sich zum Ziel gesetzt, die Stadt durch die Förderung des Fremdenverkehrs attraktiver zu machen. 1912 wurden die ersten Wanderwege in Wassenberg und Umgebung bis nach Dalheim markiert. Auf einer Anhöhe in der Nähe des Waldfriedhofs, der Wilhelmshöhe, entstand ein Musikpavillon, der viele Besucher anlockte. Der Verschönerungsverein edierte Ansichtskarten mit Wassenberger Motiven des Malers Jean Grothe, der Mitglied des Vereins war. Der Heimatverein zählt mit über 580 Mitgliedern (Stand 2020) zu den größten Vereinen der Stadt.

#### Gewerbeverein Wassenberg e. V.
Der „Gewerbeverein der Stadt Wassenberg e. V.“ wurde im Jahre 1975 durch eine Hand voll in der Innenstadt ansässiger Unternehmen gegründet. Man hatte das Ziel, durch gemeinsame Aktionen auf ihre Geschäfte, Produkte und Serviceleistungen aufmerksam zu machen, die Kunden noch mehr an sich zu binden und die Stadt noch attraktiver zu machen. Das erste Ergebnis der gemeinsamen Interessen war der 1. Weihnachtsmarkt im Jahre 1979, der an der Ecke Kirchstraße/Roermonder Straße stattfand. Seitdem ist die Mitgliederzahl stetig gewachsen. Der Gewerbeverein Wassenberg versteht sich als zentrales Organ der angeschlossenen Unternehmen in Wassenberg, leistet auf Wunsch Service- und Vermittleraufgaben für seine Mitglieder, auch bei Problemen mit Behörden, und unterstützt viele Aktivitäten in der Stadt allgemein.

## Tourismus und Naherholung

### Naherholungsgebiete

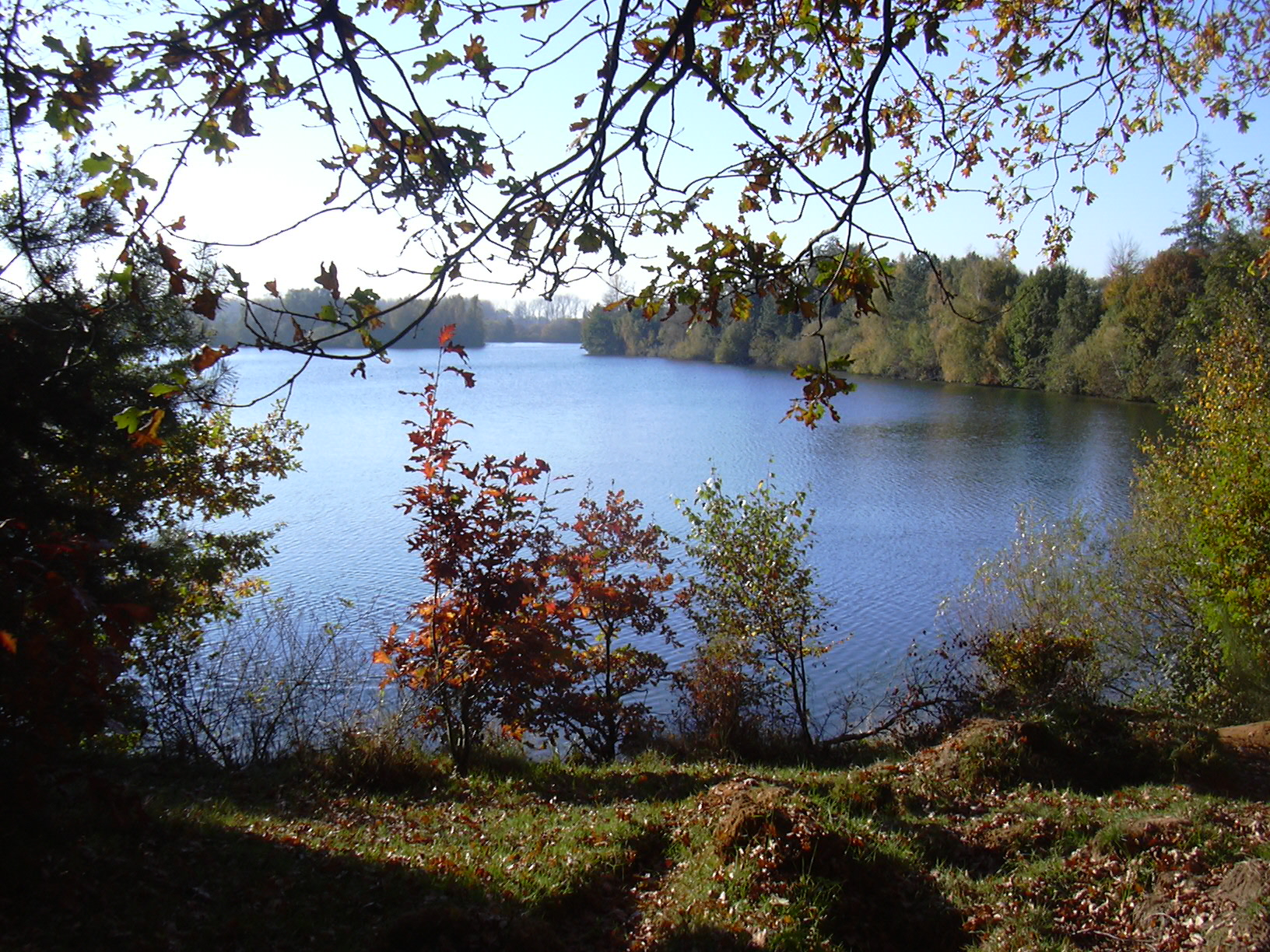
Effelder Waldsee

- Effelder Waldsee, Rad- und Wanderwege in der Peripherie zu den Niederlanden, u. a. 1,5 km zur Gitstapper Molen (Wassermühle, zwei Ausflugslokale).
- Myhler Schweiz (Naturschutzgebiet „Myhler Bach“).
- Naturschutzgebiet „Birgeler Bach/Birgelener Pützchen“.

### Naturpark-Tor Wassenberg
Die Stadt Wassenberg und der Naturpark Schwalm-Nette betreiben mit dem Naturpark-Tor gemeinsam eine Anlaufstelle im südlichen Teil des Naturparkgebietes Schwalm-Nette. Im Naturpark-Tor ist auch die zertifizierte Tourist-Information untergebracht.
Dort erhalten Besuchende Informationen über Kultur und Landschaft sowie touristische Freizeit- und Erholungsziele im Naturparkgebiet und in der Stadt Wassenberg. Interaktive Medien und Ausstellungseinheiten ermöglichen es den Besuchenden zudem, sich intensiv mit Wassenberg und dem Naturraum auseinanderzusetzen.

### Prädikatisierung als Luftkurort
Die Bezirksregierung Köln hat am 20. November 2024 verfügt, dass die Stadt Wassenberg nach Überprüfung die Anerkennungsvoraussetzungen für einen Luftkurort erfüllt und wieder berechtigt ist, die Artbezeichnung und das Prädikat „Luftkurort“ zu führen. Der Rat der Stadt Wassenberg hatte zuvor im April 2022 einstimmig beschlossen, die Stadtverwaltung mit der erforderlichen Antragstellung und der Umsetzung der erforderlichen Voraussetzungen nach dem Kurortegesetz NRW zu beauftragen, was schließlich im Februar 2023 erfolgt ist.
Mit der Prädikatisierung soll das touristische Angebot auf die Schwerpunkte Erholung und Gesundheitsprävention abgestellt sowie das bisherige Freizeitangebot um die Merkmale Kunst, Kultur und Genuss sowie Events darin eingebunden werden. So wurden etwa vier Vitalwanderwege geschaffen, die als sogenannte Terrainkurwege dem dosierten körperlichen Training von Herz und Kreislauf dienen, wobei die Terrainkurwege unterschiedliche Eigenschaften aufweisen, was die Länge, die Steigung, die Lage und die Höhenlage angeht. Das Kurgebiet erstreckt sich zwischen der Wassenberger Unterstadt im Südwesten, dem Naturschutzgebiet „Birgeler Bach/Birgelener Pützchen“ mit dem Birgeler Urwald im Norden sowie der Myhler Schweiz (Naturschutzgebiet „Myhler Bach“) im Südosten; der Bereich des vorhandenen Stadtparks in der Gartenachse stellt den Kurpark dar.
Ferner verfügt Wassenberg im Sinne der Anforderungen insbesondere über eine wissenschaftlich gemessene und begutachtete Luftqualität sowie ein entsprechendes Bioklima, für die die relevanten Messwerte sämtlich eingehalten werden, aber etwa auch über eine geeignete touristische Infrastruktur. Hierzu gehören das Kurgebiet und der Kurpark, als welcher der bereits vorhandene Stadtpark ausgewiesen ist, Möglichkeiten der Bewegung an der frischen Luft (siehe Vitalwanderwege), eine Tourist-Information (siehe Naturpark-Tor) oder verschiedene medizinische Einrichtungen, die auch auf Themen der Gesundheitsprävention ausgerichtet sind; eine Kurklinik ist hingegen nicht erforderlich. Auch das gepflegte Stadtgebiet mit gärtnerischen Gestaltungen, die vorhandenen Sehenswürdigkeiten, die Hotels, Übernachtungsbetriebe und Restaurants sowie das großzügige Waldgebiet tragen zu einem touristischen Wert bei, der sowohl Gästen als auch den Einwohnern zugutekommt.

#### Historischer Vergleich
Bereits zu Beginn des 20. Jahrhunderts wurde die ehemalige Seidenstadt Wassenberg als Luftkurort bezeichnet und als solcher im Jahr 1935 vom damaligen Landesfremdenverkehrsverband offiziell berechtigt. Erst zu diesem Zeitpunkt bedurfte es aufgrund einer strengeren Neuregelung und Festlegung des Kurortebegriffs einer Anerkennung. Durch den Verbandsdirektor wurde Wassenberg laut der Urkunde vom 16. Dezember 1935 zu Godesberg im Einvernehmen mit dem damaligen Reichsfremdenverkehrsverband die Berechtigung erteilt, sich in der Werbung als „Luftkurort“ zu bezeichnen, nachdem die in den Richtlinien des Reichsfremdenverkehrsverbandes aufgestellten Forderungen erfüllt und die Kurtaxordnung eingeführt wurde. Hiermit wurde die Hoffnung ausgesprochen, dass der Fremdenverkehr zum Nutzen der Bevölkerung mit Erfolg gehoben wird. Wassenberg war damit einer der wenigen Orte am Rhein, Mosel und in der Eifel, der den Namen weiterführen durfte. Gemeinsam mit dem damaligen Verschönerungsverein, dessen Vorsitzender der Bürgermeister war, schaffte es die Stadtverwaltung, aus der damals eher aussichtslosen Situation, den zuvor selbst gegebenen Titel Luftkurort offiziell zu erhalten. Die Heinsberger Volkszeitung bezeichnete dies als das beste Weihnachtsgeschenk und den Lohn für lange Mühen.
Ein Prospekt aus dem Jahr 1920 zeugt von dem damaligen Fokus auf Erholung, wodurch auch auswärtigen Besuchenden der darin so bezeichnete Luftkurort Wassenberg als Ausflugsziel nahegelegt wurde. In den Darstellungen enthalten sind die auch heute noch vorhandenen Einrichtungen wie die Burg mit dem Bergfried, die Stiftskirche, die Grünanlagen, der Rosengarten mit dem Gondelweiher sowie der Stadtpark. Auch waren schon damals der Tourismus sowie das Wandern durch den Wald und die Heiden im Mittelpunkt der öffentlichen Wahrnehmung Wassenbergs. So sind beispielsweise die vom damaligen Verkehrs- und Verschönerungsverein (heutiger Heimatverein) angelegten Wanderwege zu nennen. Ein anderthalb Stunden dauernder „blauer Wanderweg“ führte seinerzeit ausgehend vom Rathaus in der Stadtmitte in die Myhler Schweiz und zurück während man über einen „gelben Wanderweg“ in etwa zweieinhalb Stunden zum Birgelener Pützchen über den Birgelener Wald zur deutsch-niederländischen Grenze gelangte.
Nach dem Zweiten Weltkrieg wurde die Bezeichnung Luftkurort zunächst weiterverwendet. Die Fortführung des Prädikats Luftkurort wurde jedoch etwa in den 1960er Jahren nicht wieder beantragt. Hintergrund hierfür war der Umstand, dass die britische Royal Air Force im benachbarten Wegberg-Wildenrath einen großen Militärflugplatz in Betrieb genommen hatte und Wassenberg unter dem hierdurch bedingten Fluglärm litt. Es stand insofern eine Beeinträchtigung der Attraktivität als Luftkurort zu befürchten. Der militärische Flughafenbetrieb wurde jedoch im Jahr 1992 endgültig eingestellt, nachdem der Standort aufgegeben wurde.

## Wirtschaft und Infrastruktur

### Verkehr

#### Schienenverkehr

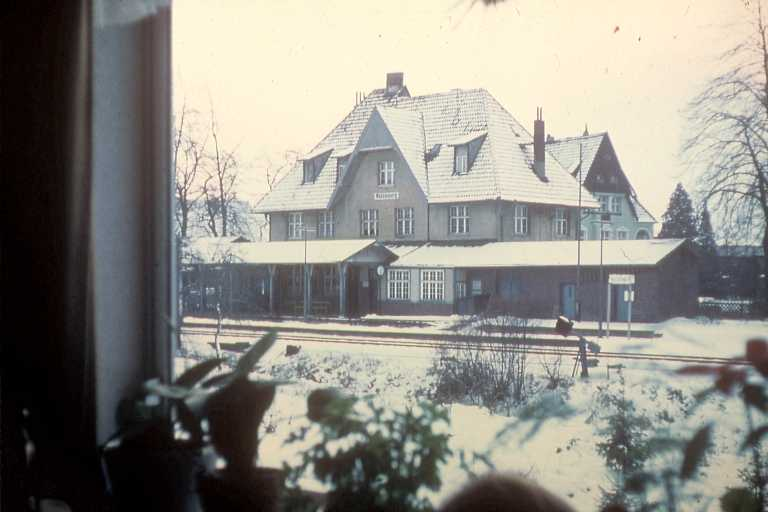
Wassenberger Bahnhof 1970

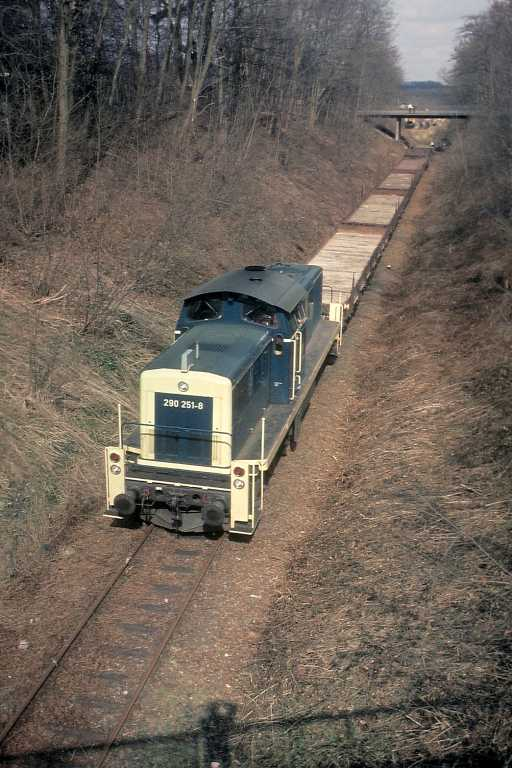
Gleisabbau auf Wassenberger Gebiet Mitte der 1980er Jahre; im Hintergrund die Bell-Brücke

Seit 1911 besaß Wassenberg einen eigenen Bahnhof an der Strecke Dalheim – Wassenberg – Ratheim – Hückelhoven – Baal, die 1980 für den Personenverkehr stillgelegt worden ist.
Insbesondere in Wassenberg wurde seitens des damaligen Bürgermeisters scharfe Kritik am Verhalten der Deutschen Bundesbahn geäußert: Neben einer Unterschriftenaktion der Wassenberger Bevölkerung und einer Demonstration dieser zur Fahrt des letzten Zuges am 27. September 1980, hielt Wassenbergs enttäuschter Bürgermeister Schumann zu diesem Anlass eine Protestrede, in der er bemerkte, „daß mit etwas gutem Willen seitens der Bundesbahn diese Streckenstilllegung nicht nötig gewesen sei“. Er bemängelte, die Bundesbahn habe „völlig unrentable Züge zu Zeiten eingesetzt, zu denen aus unserem Raum keine Reisenden zu erwarten waren“. So habe man „vom grünen Tisch geplant, ohne sich um die tatsächlichen Belange der Bevölkerung zu kümmern“.
Nach der Stilllegung wurden im Wassenberger Bereich die Gleise entfernt und die Trasse 2006 sogar zugeschüttet; dennoch sah der Aachener Verkehrsverbund ursprünglich in seinem Zielkonzept 2013 eine Reaktivierung der Strecke (Wassenberg) – Ratheim – Baal vor, was einem Neubau der Trasse zwischen dem Ratheimer Gewerbegebiet und dem Wassenberger Ortszentrum gleichkommen würde.
Mittlerweile sind die Bestrebungen gereift und im Zusammenhang mit der bevorstehenden Reaktivierung der Bahnstrecke zwischen Linnich und Baal gewinnt auch die Idee der Weiterführung der Strecke über Ratheim bis Wassenberg wieder Aufmerksamkeit. Eine Machbarkeitsstudie sowie positive Zeichen aus Politik und Verkehr könnten in den kommenden Jahren Bewegung in diese Entwicklung bringen.
Auch in der Kommunalwahl 2020 spielte die Reaktivierung der Bahn bereits eine Rolle. In Hückelhoven warb die Partei Bündnis 90/Die Grünen für eine Reaktivierung der Strecke bis in den Ort Ratheim, während die SPD in Wassenberg noch einen Schritt weiter ging und die Reaktivierung bis in das Industriegebiet „Rurtal“ forderte.

#### Straßenverkehr
Wassenberg ist über die Landstraße 117 mit der Anschlussstelle „Hückelhoven-West / Wassenberg“ der Bundesautobahn 46 (Heinsberg–Düsseldorf) verbunden. Bis zur Freigabe der Ortsumgehung B 221n im Dezember 2019 durchzog die Bundesstraße 221 das Stadtgebiet.

#### Öffentlicher Personennahverkehr (ÖPNV)
Die AVV-Buslinien 405, 413, 495, SB1 und SB5 der WestVerkehr verbinden Wassenberg mit Erkelenz, Heinsberg, Wegberg, Geilenkirchen, Hückelhoven und Baal. Haupthaltestelle im Ort ist Wassenberg ZOB.
Zudem verkehrt der Multi-Bus seit dem 9. Juni 2024 kreisweit erweitert und zu einheitlichen Bedienzeiten.
Im Jahr 2024 wurde zusätzlich ein Stadtbus auf der Linie WA1 eingerichtet, der im Stundenrhythmus fährt. Dieser bindet das Parkbad, den Sportplatz Orsbeck sowie die Stadtteile Orsbeck und Myhl besser an Wassenberg an und ergänzt den ÖPNV im Stadtgebiet. Die Stadt Wassenberg fördert den örtlichen ÖPNV mit einem City-Tarif, sodass Fahrten mit dem Stadtbus sowie alle weiteren Fahrten mit dem ÖPNV (Linen- und Schnellbusse, MultiBus), die im Stadtgebiet beginnen und enden, einheitlich und unabhängig der Fahrtstrecke einen Euro kosten.
| Linie | Verlauf |
| ----- | --- |
| 405   | Erkelenz Bf – (Erkelenz ZOB –) (Grambusch – Schwanenberg – Gerderhahn –) Gerderath – Myhl – Wassenberg – Birgelen – Schloss Elsum – Effeld – Steinkirchen – Ophoven – Kempen – Karken – Heinsberg Busbf (– Heinsberg Agentur für Arbeit) |
| 413   | (Wegberg Schulzentrum –) Wegberg Busbf – Klinkum – Bischofshütte – Petersholz – Arsbeck – Dalheim Bf – Rödgen – Wildenrath – (Wildenrath Gewerbegebiet –) Wassenberg – Orsbeck – Unterbruch – Heinsberg Busbf (← Heinsberg AOK)          |
| 495   | Katzem – (Kleinbouslar ←) Lövenich – Baal Kirche – Baal Bf – Doveren – Hückelhoven – Schaufenberg – Ratheim – Krickelberg – Orsbeck Friedhof – Wassenberg                                                                                |
| SB1   | Schnellbus: Erkelenz Bf – Erkelenz Burg / Erkelenz ZOB – Gerderath – Myhl – Wassenberg – Orsbeck – Unterbruch – Heinsberg Busbf – (Schleiden –) Rischden – Geilenkirchen Bf                                                              |
| SB5   | Schnellbus: Baal Bf – Doveren – Hückelhoven – Millich – Ratheim – Wassenberg – Wildenrath – Dalheim Bf |
| WA1   | (Stadtbus Wassenberg) Wassenberg ZOB – Wassenberg Sportpark -Wassenberg Parkbad |
| WA2   | (Stadtbus Wassenberg) Wassenberg ZOB – Myhl |

### Industriegebiete
- Gewerbegebiet „Wassenberg-Forst“
- Gewerbegebiet „Wassenberg-Süd“ (Ausgeschildert mit „Rurtal“)

### Schulen
- Gemeinschaftsgrundschule Am Burgberg Wassenberg
- Katholische Grundschule Birgelen
- Katholische Grundschule Myhl
- Katholische Grundschule Orsbeck („Martinus-Schule“)
- Betty-Reis-Gesamtschule Wassenberg – Europaschule

## Persönlichkeiten
- Gerhard III. von Wassenberg (um 1068–1129), war der erste Graf von Geldern aus der Familie der Flamenses.
- Johann Campanus (um 1500–um 1574), der reformatorische Prediger lebte eine Zeit lang auf der Wassenberger Burg.
- Johann Clanze (um 1667–1706), Anführer im bayerischen Volksaufstand, in Wassenberg geboren.
- Alexander Henzen (1807–1880), Generalmajor, in Wassenberg geboren.
- Ludwig Hammers (1822–1902), Politiker, Oberbürgermeister von Düsseldorf, in Wassenberg geboren.
- Oscar von Forckenbeck (1822–1898) lebte als Privatier und Gelehrter auf der Wassenberger Burg. Er legte den Park im Judenbruch an. Er begründete in Aachen das Internationale Zeitungsmuseum.
- Gerhard Esser (* 17. Dezember 1860 in Ophoven; † 6. Dezember 1923 in Bonn), 1898–1922 Professor für Dogmatik an der Universität Bonn (Kath.-Theol. Fakultät).
- Robert Neuhaus (* 1864 in Krefeld; † 1934 in Wassenberg), Architekt.
- Leo Küppers (1880–1946), Genremaler der Düsseldorfer Schule, in Wassenberg geboren.
- Friedrich Bell (1888–1969), als erster Amtsdirektor der Nachkriegszeit von den britischen Besatzern ins Amt geholt und mitverantwortlich für den Wiederaufbau der Stadt. Namensgeber einer der beiden Eisenbahnbrücken. Träger des Bundesverdienstkreuzes.
- Betty Reis (* 15. Juli 1921 in Wassenberg; † 1944), eine junge Frau aus Wassenberg. Wegen ihrer Zugehörigkeit zur jüdischen Gemeinde wurde sie nach zahlreichen Stationen in anderen Lagern im Konzentrationslager Bergen-Belsen durch die Nationalsozialisten ermordet. Namensgeberin der Wassenberger Gesamtschule.
- Heribert Heinrichs (1922–2004), von 1958 bis 1987 Professor für Medienpädagogik an der Universität Hildesheim; erhielt 1988 das Bundesverdienstkreuz 1. Klasse; seit 1998 Ehrenbürger der Stadt Wassenberg, in Wassenberg geboren.
- Werner Wiater (* 1946), deutscher Schulpädagoge und ehemaliger Vize-Präsident der Universität Augsburg, in Wassenberg geboren.
- Rudolf Lüthe (* 1948), Philosoph, in Wassenberg geboren.
- Ulrich Kiesow (1949–1997), Fantasy-Autor und Erfinder der Rollenspiel-Welt Das Schwarze Auge lebte bis zu seinem Tod in Wassenberg.
- Hans-Joachim Nolten (* 1959), Tischtennisspieler, in Wassenberg geboren.
- Melanie Kraus (* 1974), Langstreckenläuferin, Teilnahme an den Olympischen Spielen 2008 und an den Leichtathletik-Weltmeisterschaften 2001 und 2007. Startete als Jugendliche für die DJK Wassenberg, wechselte dann zum ASV Köln und später zum TSV Bayer 04 Leverkusen.

### Ehrenbürger
- Ludwig Essers (1915–1996)
- Heribert Heinrichs (1922–2004)
- Hanns Heidemanns (1927–2012), Generalapotheker a. D. und Autor
- Franz-Josef Breuer (1931–2025)
- Heinz-Dieter (Sepp) Becker (* 1944)

### Ehrenbürgermeister
- Manfred Winkens (* 1950)